# التاريخ العسكري لبنغلاديش

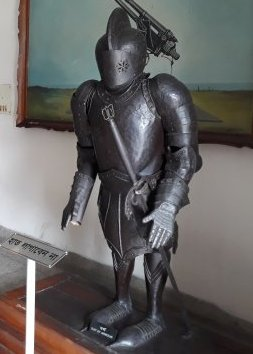
درع من العصور الوسطى محفوظ في المتحف العسكري في بنغلاديش

تشابك تاريخ بنغلاديش العسكري مع تاريخ منطقة أكبر، بما في ذلك الهند وباكستان ونيبال وبوتان وميانمار الحالية. كانت البلاد تاريخياً جزءاً من البنغال – قوة كبرى بين جنوب آسيا وجنوب شرق آسيا.
جلب المسلمون تكنولوجيا عسكرية جديدة إلى المنطقة بعد القرن الثاني عشر. وفقًا لـ جواو دي باروس، تمتعت البنغال بتفوق عسكري على أراكان وتريبورا بفضل مدفعيتها الجيدة.  وكانت قواتها تمتلك مدافع ومدافع كبيرة. وكانت أيضًا مصدرًا رئيسيًا للبارود والملح الصخري إلى أوروبا.  كان البنغال يمتلك جيشاً متعدد الجنسيات، ضم مسلمين وهندوس وبوذيين ومرتزقة من أفريقيا وآسيا الوسطى والغربية. كانت سلطنة البنغال مملكة قوية بين القرنين الرابع عشر والخامس عشر. أصبح البنغال جزءاً لا يتجزأ من الإمبراطورية المغولية في القرن السادس عشر. بنى جيش المغول تحصينات في جميع أنحاء المنطقة وطرد القراصنة الأراكان والبرتغاليين من الساحل الشمالي الشرقي لخليج البنغال. طوال أواخر العصور الوسطى وأوائل العصور الحديثة، اشتهرت البنغال بأسطولها البحري وبناء السفن. أنتجت أحواض بناء السفن التابعة لها سفنًا للأساطيل المغولية والعثمانية والبريطانية.
تأسّس جيش البنغال على يد شركة الهند الشرقية البريطانية سنة 1756، وكان يضم مشاةً من الأوروبيين والمحليين. وقد شمل المشاة المحليون البنغاليين والپنجابيين والغوركها.بعد تمرد الهند سنة 1857، تم دمج جيش البنغال في الجيش الهندي البريطاني، الذي شارك لاحقًا في الحرب العالمية الأولى والثانية.خدم قدامى المحاربين البنغاليين، ممن شاركوا في حملة بورما، في القوات المسلحة الباكستانية بعد تقسيم الهند.وأثناء حرب تحرير بنغلاديش سنة 1971 وما رافقها من إبادة جماعية ارتكبتها باكستان الغربية، تأسس الجيش البنغلاديشي عبر انشقاق وحدات عسكرية من شرق باكستان، بقيادة فوج شرق البنغال. ولعبت قوات المقاتلين غير النظاميين "موكتي باهيني" دورًا محوريًا في حرب الاستقلال.شهد الجيش البنغلاديشي في أواخر السبعينيات والثمانينيات عدة تمردات، تزامنًا مع فترات الحكم الديكتاتوري. ومنذ استعادة النظام البرلماني الديمقراطي سنة 1991، أصبحت القوات المسلحة البنغلاديشية خاضعة لسلطة الحكومات المدنية، سواء كانت سياسية أو تكنوقراطية.
منذ مساهمتها بقوات في حرب الخليج الأولى سنة 1991، أصبحت بنغلاديش واحدة من أكبر المساهمين في قوات حفظ السلام التابعة للأمم المتحدة.وقد خدم جنود حفظ السلام البنغلاديشيون في البلقان، وإفريقيا، والشرق الأوسط، ومنطقة الكاريبي.أما في الداخل، فقد ركزت الأنشطة العسكرية البنغلاديشية الحديثة على مكافحة التمرد، ومكافحة الإرهاب، وعمليات تأمين الحدود البحرية.
يُعدّ التوتر البحري بين بنغلاديش وميانمار عام 2008 حدثًا بارزًا في التاريخ العسكري الحديث لبنغلاديش.

## التاريخ المبكر

### فترة ما قبل الاسلام
شملت البدايات العسكرية لتاريخ شبه القارة الهندية غزو الإسكندر الأكبر للهند، وهو الغزو الذي توقّف بسبب قوة مملكة "غانغاريداي"، التي كانت تقع، بحسب أغلب المؤرخين، في ما يُعرف اليوم بـ بنغلاديش.قاد الأمير فيجاي من مملكة فانغا حملةً بحريةً بهدف غزو سريلانكا. كما تُعد حرب كالينغا من أبرز الأحداث في تاريخ الإمبراطورية الماورية بشرق شبه القارة الهندية.وقد كانت الجيوش الهندية القديمة تشمل العربات الحربية ضمن تشكيلاتها القتالية.

### فترة بالا
تبلورت منطقة البنغال كقوةٍ إمبراطورية خلال فترة إمبراطورية بالا ما بين القرن الثامن والقرن الحادي عشر. وتقع العديد من مدن هذه الإمبراطورية ضمن حدود بنغلاديش الحالية.وقد امتلك جيش بالا قوةً كبيرة من فرسان الفيلة الحربية، بحسب روايات المؤرخين العرب. كما أن البالا كانوا يُجنّدون المرتزقة من مختلف أنحاء شبه القارة الهندية.وامتدت فتوحاتهم العسكرية لتشمل شمال الهند بأكمله.وقد خاضت إمبراطورية بالا صراعًا طويلًا للسيطرة على "مثلث كانّوج" ضد كل من الگورجارا-براتيهارا والرشتركوتا.

### فترة السلطنة
شهدت الفتوحات الإسلامية لشبه القارة الهندية إدخال عقائد عسكرية جديدة وتطويرات في العتاد الحربي، من أبرزها المدفعية المتقدمة.وقد غزا السلطان بختيار خلجي منطقة البنغال سنة 1204، في إطار توسع سلطنة دلهي، وأسقط حكم سلالة سينا هناك، ثم اتجه لاحقًا نحو تنفيذ غزوٍ إسلامي لجبال التبت.وخلال تلك الحقبة، قام السلطان إيوَس خلجي (1212–1227) بتأسيس سلاح البحرية البنغالية. وكان رئيس الأسطول يتحمل مهامًا متعددة، منها بناء السفن.  ونقل الأفراد، والأفيال والمعدات؛ والتجنيد وجمع الرسوم في الغاتس .  وشهدت فترة السلطنة استقرار العديد من الضباط العسكريين والجنود من شمال الهند ووسط وغرب آسيا والقرن الأفريقي. وكان من بين المستوطنين الراجبوت والبشتون .
في القرن الرابع عشر، غزا السلطان شمس الدين فيروز شاه وهازرت شاه جلال مدينة سيلهت وانتزعوها من راجا غور غوفيندا كما غزا السلطان فخر الدين مبارك شاه مدينة شيتاغونغ وانتزعها من مملكة تريبورا. وقد أصبح شمس الدين إلياس شاه يُعرف باسم "الإسكندر" في شبه القارة الهندية الشرقية بعد أن نهب كاتماندو وفاراناسي وكوتاك. 

#### سلطنة البنغال

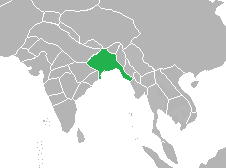
سلطنة البنغال

كانت سلطنة البنغال قوة عظمى في العصور الوسطى، وقد خاضت عددًا من الحملات العسكرية البارزة، من بينها حرب سلطنة البنغال ضد سلطنة دلهي، وحربها ضد سلطنة جونبور، وإعادة فتح أراكان، وحرب سلطنة البنغال ضد مملكة كاماتا، وحرب سلطنة البنغال ضد مملكة مروك يو بين عامي 1512 و1516. وقد تميزت البنغال بقوة بحرية لافتة خلال عهد سلالة إلياس شاه وسلالة حسين شاه . 

#### غزو شير شاه

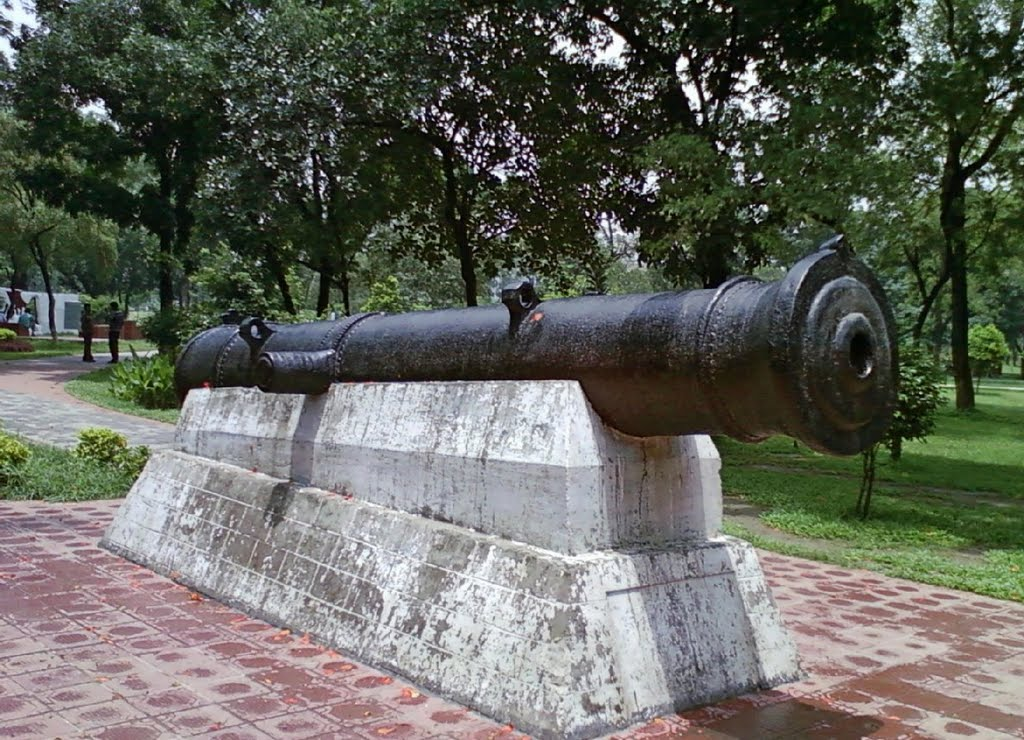
مدفع بيبي مريم

غزا شير شاه سوري إقليم البنغال في القرن السادس عشر وضمه إلى إمبراطورية سوري. كما قام شير شاه سوري بتجديد طريق "غراند ترانك" (الطريق العظيم) في منطقة سونارغاون. وقد أعاد خلفاؤه لاحقًا إحياء سلطنة البنغال.

#### حملات عيسى خان
بعد انهيار سلطنة البنغال في أواخر القرن السادس عشر، قاد الأرستقراطي عيسى خان اتحادًا من الزعماء الإقطاعيين (المعروفين باسم بارو-بويان) لمقاومة الغزو المغولي للبنغال، وغالبًا ما دارت المعارك في الأنهار مثل نهر بادما ونهر ميغنا، وفي حصن جنغلباري في إيغاراسيندهور. وقد هزم عيسى خان حكام المغول: خان جهان الأول في عام 1578، وشهباز خان في عام 1584، ومان سينغ الأول في عام 1594. وواصل ابنه وخليفته موسى خان قيادة الاتحاد حتى استسلم للمغول بقيادة إسلام خان الأول في عام 1610. 

### العصر المغولي

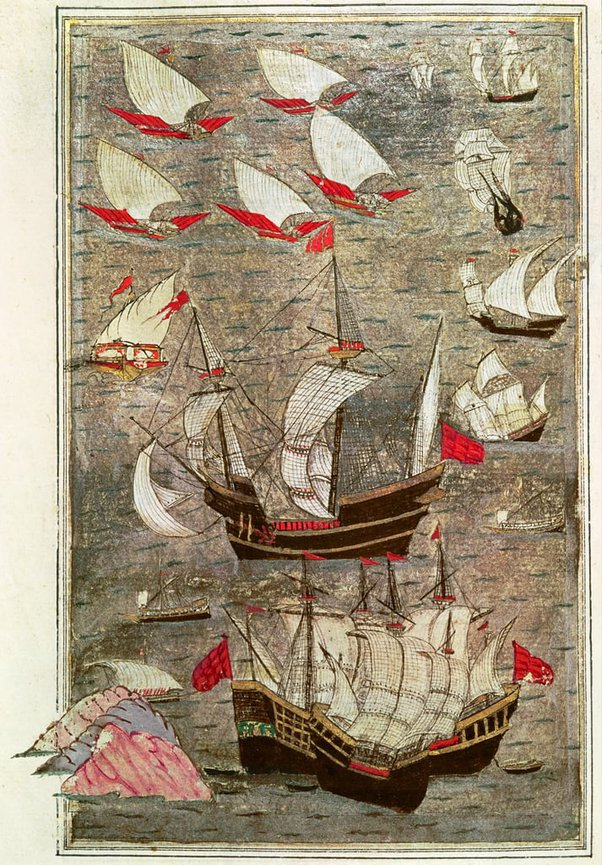
خلال القرن السابع عشر، تم بناء السفن البحرية العثمانية في بنغلاديش

### الحصون
كانت الحصون الطينية شائعة في إقليم البنغال، ومن بينها حصن إكدالا الذي استُخدم خلال حرب سلطنة البنغال ضد سلطنة دلهي. وبحلول القرن السابع عشر، شيد المغول سلسلة من التحصينات على ضفاف الأنهار في دلتا البنغال. ولا يزال بعض هذه الحصون قائمًا حتى اليوم، ومنها ما يلي: 

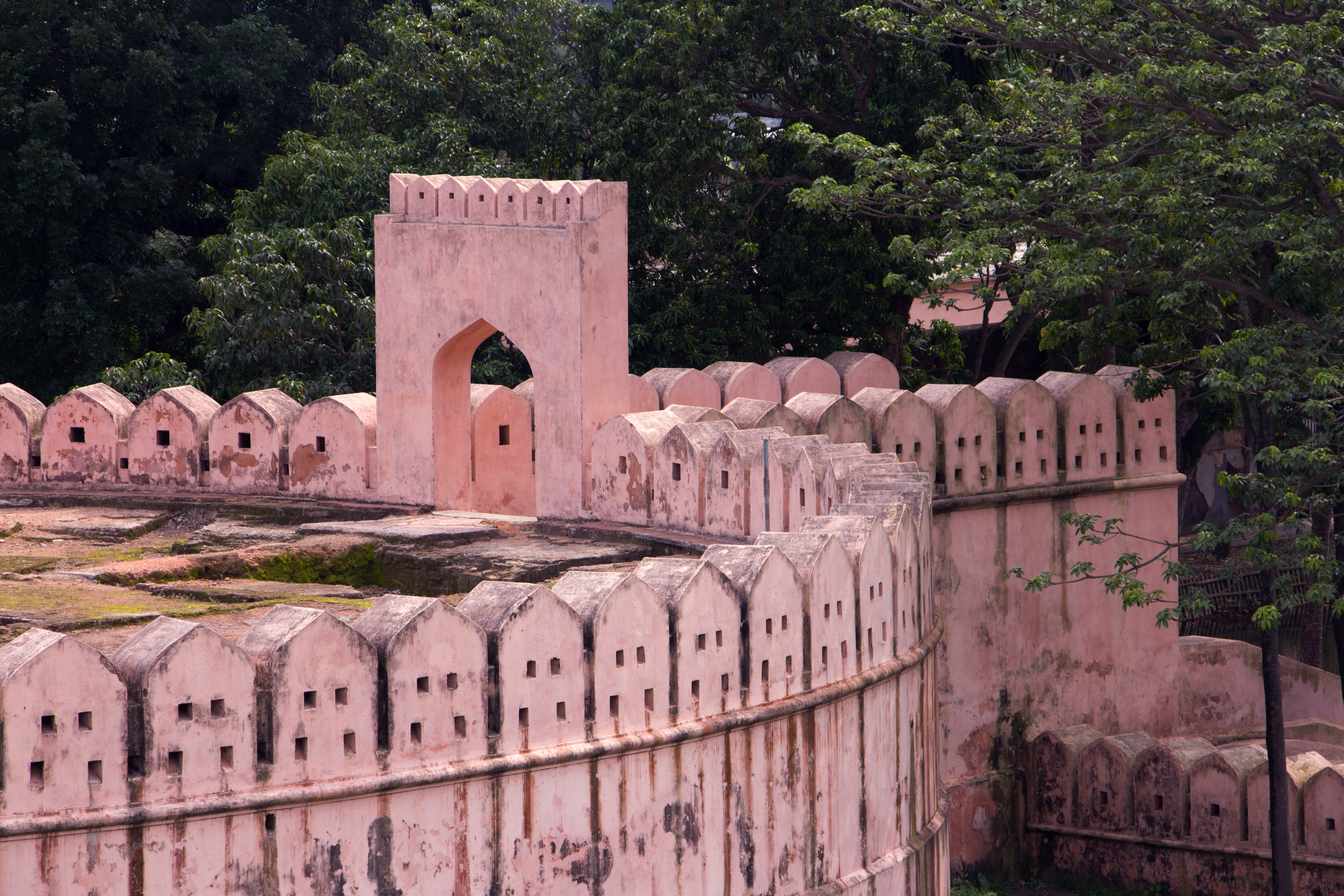
حصن إيدراكبور، مونشيغانج

- ماهاستانجاره
- حصن إيدراكبور
- حصن سوناكاندا
- حصن هاجيجانج
- حصن لالباغ
- حصن جانجالباري

### المدفعية

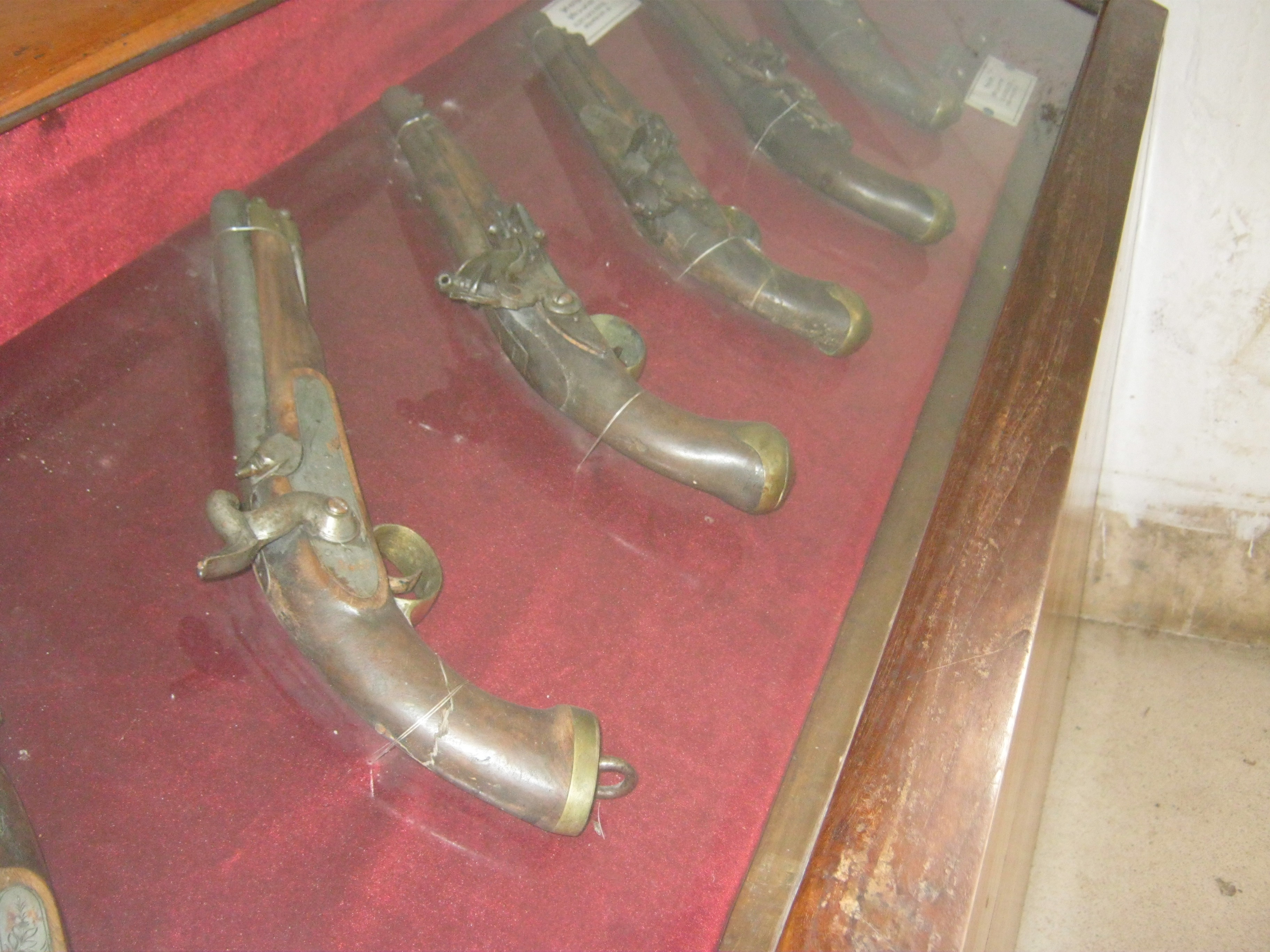
البنادق المحفوظة في متحف قلعة لالباغ

كانت المدفعية جزءًا حيويًا من القوة العسكرية في البنغال. وقد رأى الإمبراطور المغولي بابر أنها كانت من أكثر عناصر جيش البنغال فاعلية. وأشار المؤرخ البرتغالي جواو دي باروش إلى أن تفوق الجيش البنغالي على جيشي أراكان وتريبورا يعود إلى كفاءة مدفعيته. وقد استخدمت المدفعية البنغالية مدافع وبنادق بأحجام متنوعة. مدفع بيبي مريم ومدفع جهان كوشا هما مثالان على المدفعية البنغالية الحديثة المبكرة.
كانت البنغال من أبرز المصدّرين للبارود وملح البارود (نترات البوتاسيوم) إلى أوروبا حتى القرن التاسع عشر. 

### المرتزقة
كان للمرتزقة الأجانب دور مهم في جيش سلطنة البنغال، حيث كانت البنغال تجند مرتزقة من الحبشة (أبيسينيا) . 

### بناء السفن
في القرن الرابع عشر، ذكر ابن بطوطة وجود أساطيل كبيرة من قوارب الحرب في سلطنة البنغال. ووفقًا للرحالة فريدريك قيصر، كانت مدينة شيتاغونغ تُعد مركزًا رائدًا لبناء السفن في القرن الخامس عشر. وخلال القرن السابع عشر، أفادت التقارير بأن أحواض بناء السفن في شيتاغونغ قامت ببناء أسطول كامل من السفن الحربية لصالح البحرية العثمانية. وفي عهد الإمبراطورية المغولية، كانت البنغال تُعد المنتج الأول للسفن في شبه القارة الهندية. 
قامت البحرية الملكية البريطانية ببناء العديد من سفنها في مدينة شيتاغونغ، بما في ذلك بعض السفن التي استُخدمت في معركة طرف الغار (Trafalgar).

## التاريخ العسكري الاستعماري

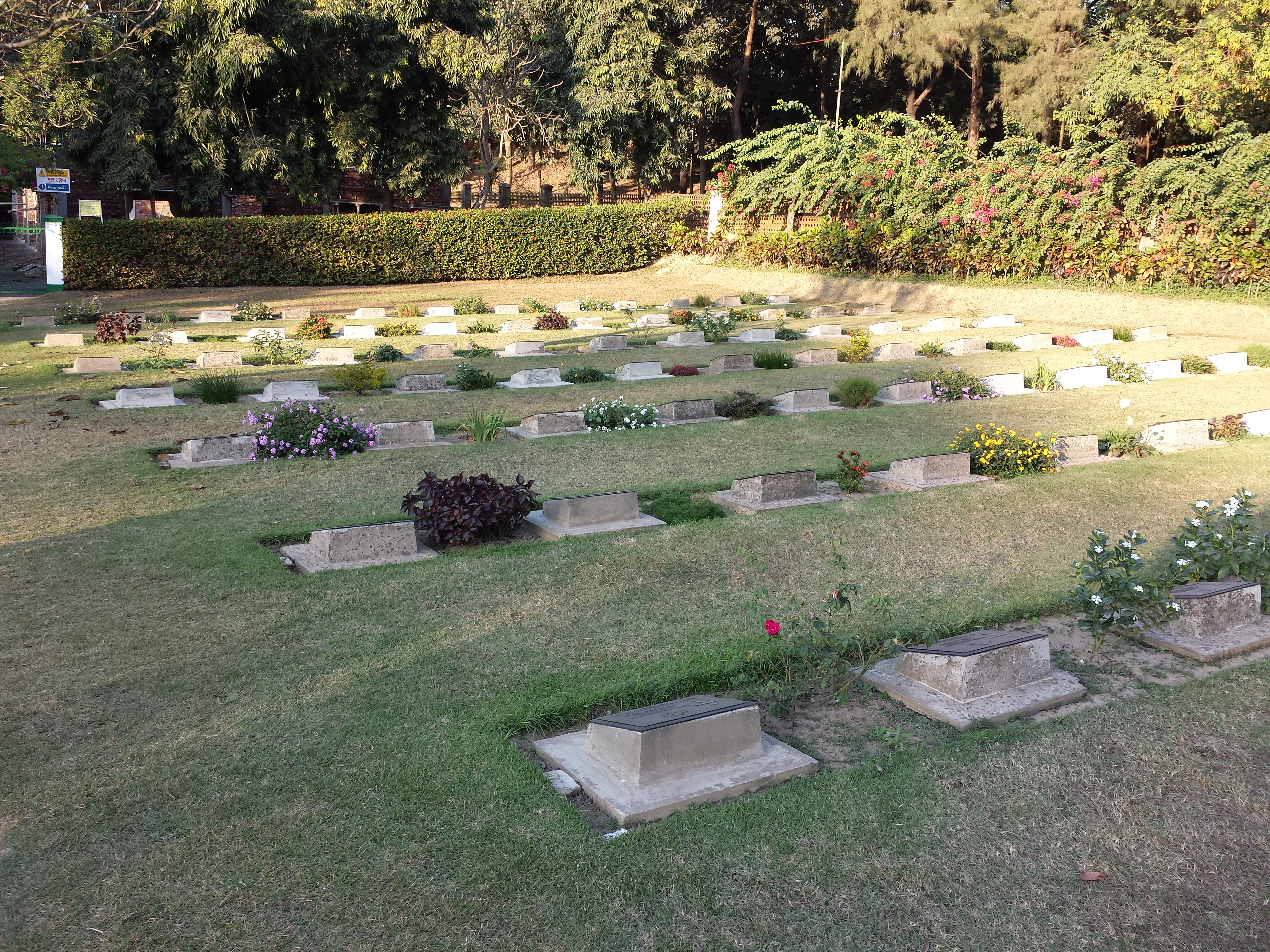
مقبرة حرب الكومنولث، شيتاغونغ

تأسس جيش البنغال في عام 1765 على يد شركة الهند الشرقية البريطانية، بينما تم تشكيل أول كتيبة مشاة محلية في عام 1757. وفي القرن التاسع عشر، تم دمج جيش البنغال في الجيش الهندي البريطاني تحت حكم التاج البريطاني. وقد تأسست البحرية الملكية الهندية في عام 1830، وتبعتها القوة الجوية الملكية الهندية في عام 1932.وقد نشأت القوات المسلحة البنغالية لاحقًا من بقايا القوات المسلحة التابعة للإدارة البريطانية في الهند، والتي شملت فوج البنغال وعددًا من المنشآت العسكرية الكبرى مثل معسكر دكا العسكري، ومعسكر شيتاغونغ العسكري، ومعسكر بُوغرا العسكري.وفيما يلي قائمة بالنزاعات التي وقعت داخل أراضي ما يُعرف اليوم ببنغلاديش خلال فترة الحكم البريطاني.
- حصار كلكتا ، محاولة آخر نواب البنغال استعادة حصن ويليام من شركة الهند الشرقية
- معركة بلاسي - انشقاق مير جعفر يؤدي إلى هزيمة سراج الدولة ، آخر نواب مستقل في البنغال
- الحرب الأنجلو نيبالية - أدت إلى معاهدة سوجالي مع نيبال ومعاهدة تيتاليا (الموقعة في تيتوليا ) مع سيكيم
- الحرب الأنجلو بورمية الأولى - القوات البورمية تغزو فرقة شيتاغونغ
- الثورة الهندية عام 1857 - تشمل الثورة التي قادها جيش البنغال في دكا وشيتاغونغ وسيلهيت
- حرب بوتان - بوتان تفقد السيطرة على دوار البنغال ، بما في ذلك أجزاء من منطقة بانشاجاره
- حملة بورما - قوات الحلفاء في الحرب العالمية الثانية متمركزة في شيتاغونغ وكوميلا ودكا وسيلهيت ؛ سلاح الجو الإمبراطوري الياباني يقصف شيتاغونغ

كان هناك معارضة قوية في البنغال لتدخل بريطانيا ضد حرب الاستقلال التركية، إذ كان كل من مصطفى كمال أتاتورك والخلافة العثمانية يحظيان بدعم واسع في الأوساط البنغالية.
| اسم الصراع                                               | المتنازعون | المتنازعون | النتيجة |
| اسم الصراع                                               | الحلفاء | الخصوم | النتيجة |
| -------------------------------------------------------- | --- | --- | --- |
| حرب الأفيون الثانية (1856–1860)                          | الامبراطورية البريطانية - المملكة المتحدة - الهند الامبراطورية الفرنسية | سلالة تشينغ | نصر - معاهدة تيانسين |
| حملة أمبيلا (1863–1864)                                  | الهند | البشتون الأفغان قبائل يوسوفازي | نصر - استسلام البنرواليين - احراق ملكا |
| حرب بوتان (1864–1865)                                    | الهند | بوتان | نصر - التنازلات الإقليمية البوتانية للهند. |
| الحملة البريطانية إلى الحبشة (1867–1868)                 | المملكة المتحدة - الهند | الامبراطورية الاثيوبية | نصر - انتصار البريطانيين في معركة مجدلا، وانتحار تيودور الثاني. |
| الحرب الإنجليزية الأفغانية الثانية (1878–1880)           | المملكة المتحدة - الهند | أفغانستان | نصر - معاهدة جانداماك, حققت الأهداف البريطانية - ضم المناطق الحدودية القبلية في أفغانستان إلى الهند البريطانية. - أصبحت أفغانستان محمية بريطانية                                                                |
| الثورة المهدية (1881–1899)                               | المملكة المتحدة - الهند مصر اثيوبيا | الدولة المهدية | نصر - أصبح السودان تحت الادارة المصرية و البريطنية. |
| الحرب الإنجليزية المصرية (1882)                          | المملكة المتحدة - الهند توفيق باشا | أحمد عرابي | فوز - نفي أحمد عرابي، احتلال بريطانيا لمصر. |
| الحرب الأنجلو بورمية الثالثة (1885)                      | الهند | الامبراطورية البورمية | نصر - أصبحت مقاطعة بورما جزءاً من الراج البريطاني. |
| حملة الجبل الأسود الثالثة (1888)                         | الهند | أفغان يوسفزي - حسنزي - أكازي | نصر - احتلال وتدمير قرية ألايوال في بوكال. |
| حملة سيكيم (1888)                                        | الهند | التيبت | نصر - طرد القوات التبتية من سيكيم. |
| حملة هونزا ناغار (1891)                                  | الهند | هونز ناغار | نصر - سيطر البريطانيون على امارة هنزه وامارة ناغار. |
| حملة شيترال (1895)                                       | الهند | الشيتراليون الباجوريين رجال القبائل الأفغان | نصر - تحرير حصن شيترال. |
| الحرب الانجليزية الزنجبارية (1896)                       | الإمبراطورية البريطانية - الهند | سلطنة زنجبار | نصر - نهاية سلطنة زنجبار . - تنازلت زنجبار عن سيادتها للإمبراطورية البريطانية. |
| حملة توشي (1896)                                         | الهند | الوزيريين | نصر - تم قمع التمرد. |
| حصار مالاكاند (1897)                                     | الهند | قبائل بشتون | نصر - نجح الحصار |
| حملة مومند الأولى (1897–1898)                            | الهند | قبيلة مومند | نصر - نجاح الحملة العقابية |
| حملة تيرا (1897–1898)                                    | الهند | أفريدي أوراكزي تسامكاني | نصر - بدأ مفاوضات السلام مع الأفريديين |
| ثورة الملاكمين (1899–1901)                               | امبراطورية اليابان روسيا المملكة المتحدة - الهند فرنسا الولايات المتحدة ألمانيا النمسا-المجر ايطاليا                                                                                                | حركة ييهيتوان سلالة تشينغ | نصر - تم قمع الثورة - توقيع بروتوكول الملاكمين - أحكام تتعلق بتمركز قوات أجنبية في بكين. |
| حرب البوير الثانية (1899–1902)                           | المملكة المتحدة - مستعمرة كيب البريطانية - مستعمرة ناتال - روديسيا - أستراليا - الهند - كندا - نيوزيلندا - سيلان البريطانية                                                                         | دولة أورانج الحرة جمهورية إفريقيا الجنوبية | نصر - معاهدة فيرينينغ، السيادة البريطانية على دولة أورانج الحرة وترانسفال. |
| British expedition to Tibet (1903–1904)                  | الهند | التبت | نصر - تطبيق المعاهدة، والعودة إلى الوضع الراهن. |
| ثورة بامباثا (1906)                                      | المملكة المتحدة - الهند | شعب الزولو | نصر - قمعت الثورة |
| حملة وادي بازار (1908)                                   | الهند | عشيرة زكا خيل من قبيلة الأفريدي | نصر - قمعت الثورة |
| الحرب العالمية الأولى (1914–1918)                        | فرنسا المملكة المتحدة - جنوب إفريقيا - أستراليا - كندا - الهند - نيوفاوندلاند - نيوزيلندا الإمبراطورية الروسية إيطاليا الولايات المتحدة صربيا اليابان بلجيكا اليونان رومانيا البرتغال البرازيل      | ألمانيا - جنوب غرب إفريقيا الألمانية - شرق إفريقيا الألمانية - الكاميرون الألمانية - غينيا الجديدة الألمانية الإمبراطورية النمساوية المجرية الدولة العثمانية بلغاريا جمهورية افريقيا الجنوبية | نصر - نهاية الامبراطورية الألمانية، الروسية، العثمانية, و النمساوية المجرية - تشكيل دول جديدة في أوروبا و الشرق الأوسط - تحويل المستعمرات الألمانية و المناطق العثمانية السابقة الى دول أخرى - انشاء عُصبة الأمم |
| Allied intervention in the Russian Civil War (1918–1920) | الحركة البيضاء الامبراطورية البريطانية - المملكة المتحدة - كندا - أستراليا - الهند اليابان تشيكوسلوفاكيا اليونان بولندا الولايات المتحدة فرنسا رومانيا صربيا إيطاليا الصين                          | جمهورية روسيا الاتحادية الاشتراكية السوفيتية جمهورية لاتفيا السوفييتية الاشتراكية جمهورية أوكرانيا الاشتراكية السوفيتية بلدية العمال في إستونيا حزب الشعب المنغولي                            | الانسحاب - انسحاب الحلفاء من روسيا - انتصار البلاشفة على الحركة البيضاء |
| حرب الاستقلال التركية (1919–1923)                        | اليونان - الثوار البنطيون فرنسا - غرب أفريقيا الفرنسي أرمينيا المملكة المتحدة - الهند جورجيا | حكومة الجمعية الوطنية الكبرى الحركة التركية الوطنية | هدنة - اسقاط الامبراطورية العثمانية - هدنة مودانيا - معاهدة لوزان - تأسيس الجمهورية التركية. |
| الحرب الإنجليزية الأفغانية الثالثة (1919)                | المملكة المتحدة - الهند | أفغانستان | هدنة - معاهدة راولبندي - صد الغزو الأفغاني. - أفغانستان تستعيد السيطرة على الشؤون الخارجية. - إعادة تأكيد خط دوراند.                                                                                            |
| حملة وزيرستان الأولى (1919)                              | الهند | وزيرستان | نصر - قمع التمرد من قبل قبائل وزير المستقلة. |
| الحرب النجدية الكويتية (1919–1920)                       | المملكة المتحدة - الهند الكويت | سلطنة نجد - الاخوان | نصر - انسحاب الاخوان |
| ثورة العشرين (1920)                                      | المملكة المتحدة - الهند | الثوار العراقيون | نصر - تعيين فيصل الأول ملكا للعراق |
| تمرد مليبار (1921)                                       | الهند | مسلمو مابيلا | نصر - قمع الثورة |
| حرب بينك (1925)                                          | الهند | رجال قبائل محسود | نصر - وافق القادة القبليون على الشروط |
| حملة موهمند الثانية (1935)                               | الهند | موهمند | نصر - جركة و سلام |
| حملة وزيرستان الثانية (1936–1939)                        | الهند | رجال قبيلة وزير | نصر - قمع التمرد من قبل قبائل الوزير المستقلة. |
| الحرب العالمية الثانية (1939–1945)                       | الاتحاد السوفيتي الولايات المتحدة المملكة المتحدة - الهند جمهورية الصين جنوب إفريقيا أستراليا كندا نيوزيلندا فرنسا بولندا يوغوسلافيا اليونان الدنمارك النرويج هولندا بلجيكا لوكسمبورغ تشيكوسلوفاكيا | ألمانيا النازية - فرنسا الفيشية إيطاليا اليابان - مانشوكو - مينتشيانغ - نظام وانغ جين وي - أزاد هند - تايلاند - امبراطورية فيتنام - دولة بورما المجر رومانيا بلغاريا                          | نصر - انهيار الرايخ الثالث - انهيار الفاشية في ايطاليا - انشاء الأمم المتحدة - بروز الولايات المتحدة والاتحاد السوفييتي كقوتين عظمتين - بداية الحرب الباردة                                                     |
| الثورة الاندونيسية الوطنية (1945–1947)                   | هولندا المملكة المتحدة - الهند | اندونيسيا | الانسحاب - انسحاب الهند بعد الاستقلال عام 1947 - اعتراف هولندا باستقلال اندونيسيا |
| عملية ماستردوم (1945–1946)                               | المملكة المتحدة - الهند فرنسا اليابان | فيت مين | الانسحاب - بداية حرب الهند الصينية الأولى التي انتهت بمؤتمر جنيف 1954 |

## الجناح الشرقي لباكستان
مع تقسيم الهند في 15 أغسطس 1947، تم فصل الإقليم الذي يشكّل اليوم بنغلاديش عن إقليم البنغال، ليُعرف باسم "البنغال الشرقية"، وينضم إلى الدولة الوليدة باكستان. غير أن التمييز العرقي والمناطقي أعاق دور الجيش الباكستاني ووظائفه، إذ كان البنغاليون ممثلين تمثيلًا ناقصًا في القوات المسلحة الباكستانية؛ فلم تتجاوز نسبة الضباط من أصول بنغالية في مختلف أفرع القوات المسلحة 5% من إجمالي القوة بحلول عام 1965.  كان الباكستانيون الغربيون (البنجابيون والبشتون تحديدًا) يعتقدون أن البنغاليين لا يمتلكون ميولًا قتالية بطبيعتهم، بخلاف ما يُسمى بـ"الأعراق القتالية"، وهي فكرة استندت إلى تصنيفات استعمارية واعتبرها البنغاليون مهينة وسخيفة.  علاوة على ذلك، ورغم الإنفاق الضخم على الدفاع، فإن البنغال الشرقية لم تحظَ بأي استفادة تُذكر، سواء من حيث العقود أو المشتريات العسكرية أو الوظائف الداعمة للقوات المسلحة. كما كشفت حرب الهند وباكستان عام 1965 بشأن كشمير عن هشاشة الوضع العسكري في البنغال الشرقية، إذ لم يكن هناك سوى فرقة مشاة ناقصة القوة و15 طائرة قتالية بدون دعم مدرع كافٍ لمواجهة أي رد هندي محتمل خلال الصراع. 
كان خواجة وصي الدين الضابط البنغالي الأقدم في الجيش الباكستاني.

## حرب تحرير بنغلاديش

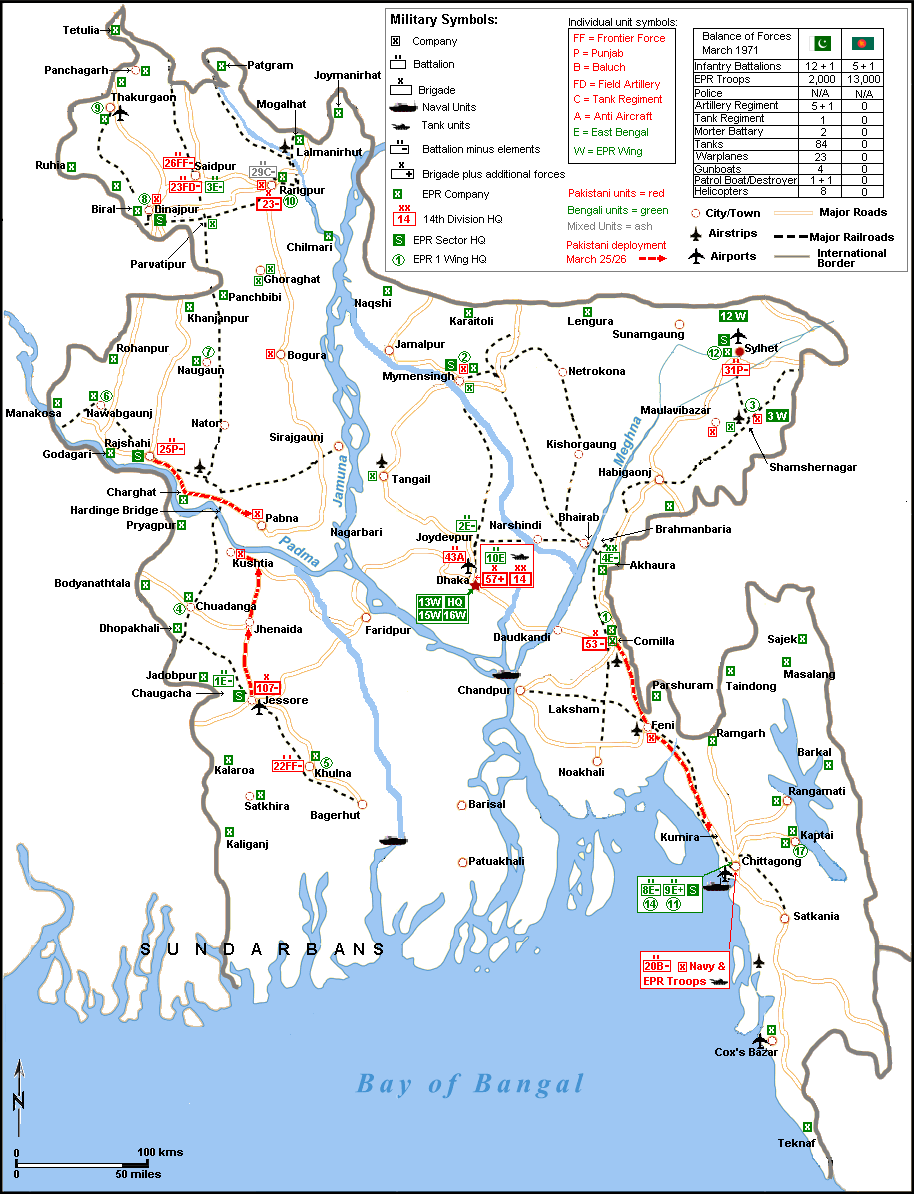
موقع الوحدات العسكرية البنغالية والباكستانية في مارس 1971

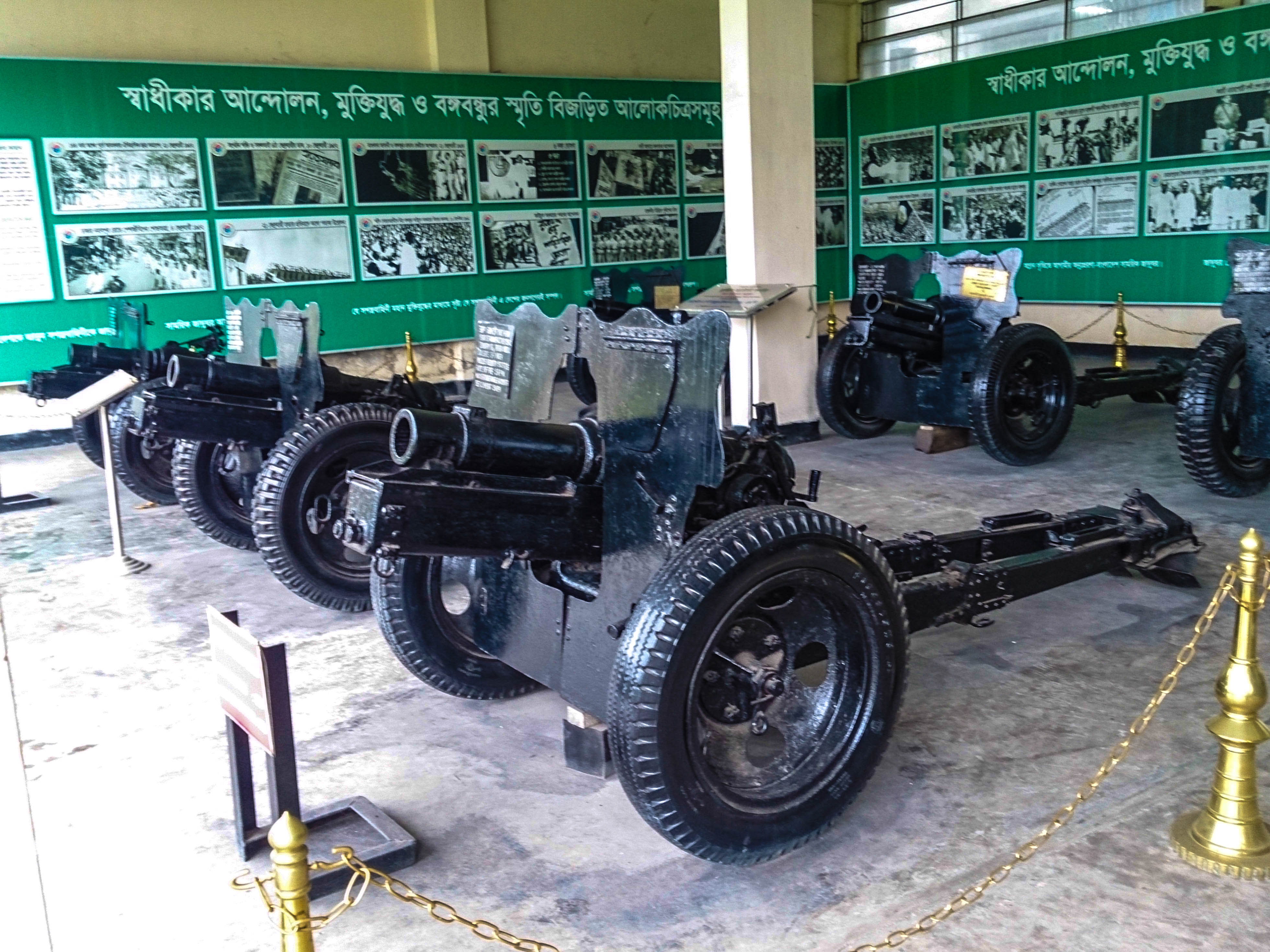
مدافع هاوتزر جبلية مقاس 3.7 بوصة من طراز QF تستخدمها قوات موكتي باهيني

بعد فوز رابطة عوامي في انتخابات عام 1970، رفض الرئيس حينها الجنرال يحيى خان تعيين زعيمها الشيخ مجيب الرحمن رئيسًا للوزراء، وشنَّ هجومًا وحشيًا أُطلق عليه اسم "عملية ضوء البحث" على المدنيين في بنغلاديش الشرقية آنذاك، مستخدمًا الجيش الباكستاني لقمع الحركات السياسية.  تتفاوت تقديرات عدد القتلى على يد القوات الباكستانية بين 300,000 كحد أدنى وحوالي 3 ملايين كحد أقصى.  استجابةً لنداء مجيب للثورة، تمرد العديد من الطلاب والعمال والمدنيين الآخرين ضد باكستان، وكونوا قوة حرب العصابات المعروفة باسم "مكتِي بهايني". كما انشق العديد من الضباط والوحدات البنغالية من جيش باكستان ورجال شرطة البنغال الشرقية عن نظرائهم في باكستان الغربية وانضموا إلى المقاومة.    في 17 أبريل 1971، أدى محمد عطا الله غاني عثماني اليمين الدستورية كقائد أعلى لقوات المارينز. وبينما كانت الحرب مستعرة، كان هناك شعور دائم بضرورة وجود قوة مسلحة مدربة تدريبا جيدا. خلال مؤتمر قادة القطاعات الأول في بنغلاديش، الذي عقد في الفترة من 11 إلى 17 يوليو 1971، تم تشكيل قوات بنغلاديش من الأعضاء البنغاليين المتمردين في الجيش الباكستاني والجيش الشعبي الهندي.  وفي هذا المؤتمر التاريخي تم الاتفاق على هيكل القيادة الميدانية وإعادة تنظيم القطاعات وتعزيزها وتعيين القادة الميدانيين وتكتيكات الحرب وتنفيذها. في 21 نوفمبر 1971، تم تقسيم القوات المسلحة البنغلاديشية إلى ثلاث خدمات منفصلة وهي جيش بنغلاديش ، والبحرية البنغلاديشية ، والقوات الجوية البنغلاديشية .
تلقت قوات بنغلاديش دعمًا محدودًا من الحكومة الهندية فور اندلاع الحرب.  وفي 3 ديسمبر 1971، اندلعت حرب بين الهند وباكستان، حيث دخلت القوات الهندية أراضي بنغلاديش متحالفة مع القوات المسلحة البنغالية. وفي 16 ديسمبر 1971.  استسلمت القوات العسكرية الباكستانية في بنغلاديش لقوة مشتركة من الجيشين الهندي والبنغالي. 

## ما بعد الاستقلال
بعد تأسيس القوات المسلحة البنغالية الجديدة، تم دمج بعض وحدات ومحاربي المقاومة "مكتي بهايني" ضمنها.  وتم تعيين الجنرال عثماني، قائد مكتي بهايني، جنرالًا للقوات المسلحة البنغالية .  ومع ذلك، استمر لسنوات التمييز النشط لصالح المنضمين من مكتي بهايني على حساب الضباط البنغاليين الذين استمروا في الخدمة ضمن القوات الباكستانية أو تم احتجازهم في باكستان الغربية .   في 15 أغسطس 1975، اغتال مجموعة من الضباط الغاضبين الرئيس الشيخ مجيب الرحمن، وأسسوا نظامًا جديدًا برئاسة السياسي خوندكر مستاق أحمد، مع تعيين العميد زيا الرحمن رئيسًا جديدًا للجيش .  لكن الجيش نفسه شهد انقسامات؛ إذ أطيح باغتيالي مجيب في 3 نوفمبر من قبل اللواء خالد مشرف، الذي أُطيح به بدوره بعد أربعة أيام على يد مجموعة من الضباط الاشتراكيين بقيادة العقيد أبو طاهر، الذين أعادوا زيا الرحمن إلى السلطة في حدث يُعرف بـ"انقلاب الجنود والشعب" (Sipoy-Janata Biplob).  في عهد رئاسة زيا الرحمن، أعيد تنظيم الجيش بهدف إزالة الصراعات بين الفصائل المتنافسة والكوادر المستاءة.  لكن زيا الرحمن نفسه أُطيح به في محاولة انقلاب عام 1981 ،  وبعدها بعام استولى اللواء حسين محمد إرشاد على السلطة من الحكومة المنتخبة للرئيس عبد الستار.ظل الجيش القوة الأهم في السياسة الوطنية خلال عهد زيا الرحمن ولاحقًا إرشاد، حتى استُعيد النظام الديمقراطي في عام 1991. 

## الفترة الحديثة

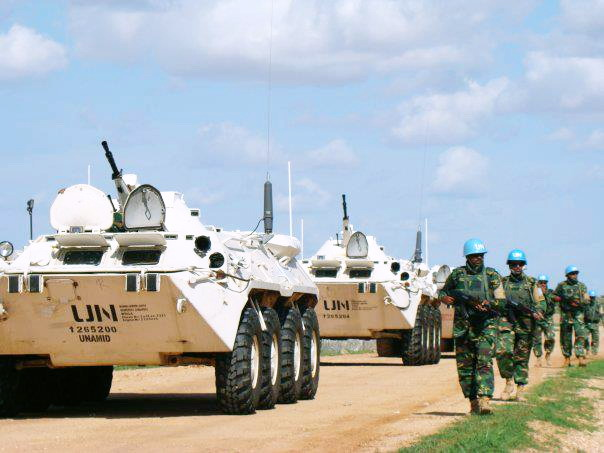
قوات حفظ السلام البنغلاديشية في دارفور ، السودان

بعد أن كانت تعتمد أساسًا على الاتحاد السوفيتي للحصول على المساعدات العسكرية، أقامت بنغلاديش أيضًا علاقات عسكرية مع جمهورية الصين الشعبية والولايات المتحدة الأمريكية. وقد شارك الجيش البنغالي بنشاط في عمليات دعم السلام التابعة للأمم المتحدة (UNPSO).خلال حرب الخليج الأولى عام 1991، أرسل الجيش البنغالي فريقًا مكونًا من 2,193 عنصرًا للمشاركة في مراقبة السلام في كل من السعودية والكويت. كما ساهم في مهام حفظ السلام في عدد كبير من الدول، منها: ناميبيا، كمبوديا، الصومال، أوغندا، رواندا، موزمبيق، يوغوسلافيا السابقة، ليبيريا، هايتي، طاجيكستان، الصحراء الغربية، سيراليون، كوسوفو، جورجيا، تيمور الشرقية، الكونغو، كوت ديفوار، وإثيوبيا.وحتى أكتوبر 2008، كانت بنغلاديش ثاني أكبر مساهم في قوات حفظ السلام التابعة للأمم المتحدة، بعدد بلغ 9,800 جندي.
حتى توقيع اتفاقية السلام في عام 1997، كانت القوات المسلحة البنغالية منخرطة في عمليات مكافحة التمرد في منطقة تلال شيتاغونغ، حيث خاضت مواجهات مع جماعة "شانتي باهيني" الانفصالية. وفي عام 2001، اندلعت اشتباكات بين وحدات من الجيش البنغالي وقوات أمن الحدود الهندية (BSF) على طول الحدود الشمالية.  وقد أثيرت جدل ونقاشات حول مزاعم بوجود علاقات محتملة بين الجيش البنغالي وأجهزة الاستخبارات البنغالية من جهة، وجماعات إرهابية إسلامية وتنظيمات انفصالية معادية للهند من جهة أخرى.   في ظل حكومة رئيسة الوزراء السابقة، بيغوم خالدة ضياء، أُطلقت عدة مشروعات ومبادرات تهدف إلى توسيع القوات المسلحة البنغالية وتحديثها من حيث العتاد والتنظيم.
أطلقت حكومة رئيسة الوزراء الشيخة حسينة مبادرة "هدف القوات 2030" (Forces Goal 2030) بهدف تحديث القوات المسلحة البنغالية وتأمين معدات عسكرية جديدة.تركّز هذه الخطة على إعادة هيكلة الجيش، وتطوير قدراته القتالية، وتعزيز القدرات البحرية والجوية، بالإضافة إلى تحديث أنظمة الاتصالات والاستخبارات. كما تهدف المبادرة إلى جعل القوات المسلحة البنغالية أكثر احترافية وقدرة على مواجهة التحديات الأمنية الإقليمية والدولية، مع التوسع في المشاركة في عمليات حفظ السلام التابعة للأمم المتحدة.

### الحدود بين بنغلاديش وميانمار
وقعت توترات متكررة عند الحدود بين بنغلاديش وميانمار، أبرزها في عامي 1991 و2008. وقد اندلعت معظم هذه المواجهات عندما حاولت ميانمار دفع أقلية الروهينغا قسرًا إلى داخل الأراضي البنغالية.وفي عام 2008، قامت الدولتان بنشر سفن حربية إثر محاولة ميانمار استكشاف قاع بحر البنغال المتنازع عليه بهدف التنقيب عن النفط والغاز. وقد تم حل هذا النزاع لاحقًا عبر محكمة دولية في عام 2012.كما نفذت كل من بنغلاديش وميانمار عمليات لمكافحة التمرد على طول الحدود، في إطار التصدي للجماعات المسلحة العابرة للحدود.
- المواجهة البحرية بين بنغلاديش وميانمار عام 2008
- اشتباك حدودي بين بنغلاديش وجيش أراكان عام 2015